# Moscheea Märcani
Moscheea Märcani este cunoscută anterior sub numele de moscheea Efendi (în turcă Äfände, adică „domnească” sau „prima moschee-catedrală”) sau ca „moscheea lui Yunısov” (potrivit ortografiei turcești⁠(d)). Este mai cunoscută de vorbitorii de franceză sub forma al-Marjani, în franceză Mardjani, în engleză Mardzhani, iar în rusă мечеть (аль-)Марджани́ (în chirilică). Este o moschee din Kazan, în Tatarstan, Federația Rusă, construită între anii 1766 și 1770, în timpul domniei Ecaterinei a II-a, datorită donațiilor locuitorilor orașului.

## Istoric
Moscheea a fost construită cu permisiunea personală a Ecaterinei a II-a, acordată după o vizită la Kazan. Șaizeci și două de persoane au strâns atunci cinci mii de ruble pentru finanțarea construcției. După mai mulți ani de persecuții împotriva musulmanilor din partea autorităților Rusiei imperiale, moscheea Märcani a marcat o renaștere a comunității tătare. Este cea mai veche moschee din Tatarstan aflată încă în funcțiune și singurul lăcaș de cult musulman care a scăpat de măsurile de închidere a clădirilor religioase din perioada sovietică.
Clădirea ar fi opera lui Vassili Kaftyrev, iar arhitectura sa este influențată de stilul medieval tătar, combinat cu stilul „baroc provincial”, reprezentând arhetipul moscheii tătare. Edificiul se află în vechiul cartier tătar (İske Tatar Bistäse, în transcriere turcă), pe malurile lacului Kaban.
Moscheea Märcani este o moschee cu minaret pe acoperiș, construită pe două niveluri (parter și un etaj) și cuprinde două săli mari. Minaretul are trei niveluri. Interiorul este decorat în stilul „barocului specific Sankt Petersburgului”.
În anul 1861, negustorul İ. Ğ. Yunısov (în transcriere turcă), a făcut o donație pentru construirea scărilor, iar în 1863 a contribuit din nou pentru extinderea mirhabului și deschiderea unor ferestre noi. În acea perioadă, moscheea era numită Yunısov (în turcă), Юнусов (în rusă), Юнысов (în tătară), după numele său de familie, aparținând unei dinastii de negustori înstăriți din oraș.
În 1885, comerciantul Z. Ousmanov a finanțat renovarea minaretului, iar în 1887 negustorii W. Ğizzätullin și M. Wäliși donează fonduri pentru adăugarea unei galerii la minaret.
Numele actual al moscheii este o referință la Șihabetdin Märcani, imam tătar care a slujit în acest lăcaș de rugăciune între anii 1850 și 1889.